# Josephine Hull
Mary Josephine Hull, geborene Mary Josephine Sherwood (* 3. Januar 1877 in Newtonville, Massachusetts; † 12. März 1957 in New York City) war eine US-amerikanische Schauspielerin. Sie arbeitete hauptsächlich am Theater und spielte insgesamt in nur fünf Spielfilmen, darunter aber in den Filmklassikern Arsen und Spitzenhäubchen und Mein Freund Harvey. Für letztgenannten Film gewann sie 1950 den Oscar in der Kategorie Beste Nebendarstellerin.

## Leben
Josephine Sherwood wurde vermutlich im Jahre 1877 in Newtonville geboren, sie selbst gab allerdings meistens das Geburtsjahr 1886 an. Gegen den Willen ihrer Eltern studierte sie Schauspielerei am New England Conservatory of Music und am Radcliffe College. 1905 begann ihre Schauspielkarriere auf der Bühne in Boston unter ihrem Geburtsnamen. Bereits ein Jahr später war sie erstmals am Broadway zu sehen, wo sie bis zum Februar 1955 in rund 40 Stücken spielte und einige ihrer größten Erfolge feierte. 1910 heiratete sie den Schauspieler Shelly Hull (1884–1919), einen älteren Bruder des Schauspielers Henry Hull. Sie trat fortan nicht mehr unter ihrem Mädchennamen, sondern unter dem Nachnamen ihres Mannes auf. Ihr Ehemann verstarb 1919 im Alter von nur 34 Jahren an einer durch die Spanische Grippe ausgelösten Lungenentzündung, weshalb sie sich einige Jahre bis 1923 von der Bühne zurückzog. Sie hatten keine Kinder und Josephine Hull heiratete auch nicht wieder.
1926 hatte sie ihren ersten großen Erfolg in dem Pulitzer-Preis ausgezeichneten Werk Craig’s Wife von George Kelly. In den nächsten Jahrzehnten feierte die kleine, etwas korpulente Charakterdarstellerin große Broadwayerfolge, unter anderem zwischen 1936 und 1938 mit dem Erfolgsstück You Can’t Take It With You, welches 1938 als Lebenskünstler zu einem großen Filmerfolg wurde, wobei Spring Byington im Film Hulls Rolle verkörperte.
In Hollywood spielte Josephine Hull dagegen nur in fünf Kinofilmen, meistens um ihre Broadway-Rollen in den Leinwandadaptionen zu verkörpern. So spielte sie in Arsen und Spitzenhäubchen (1944), basierend auf dem gleichnamigen Erfolgsstück, an der Seite von Cary Grant und Peter Lorre. Wie zuvor schon am Broadway verkörperten sie und Jean Adair liebenswerte ältere Damen, die ein mörderisches Geheimnis hegen. 1950 spielte Hull die hysterische Schwester von James Stewart in der Komödie Mein Freund Harvey. Sie hatte zuvor schon diese Rolle im mit dem Pulitzer-Preis ausgezeichneten Stück Mein Freund Harvey am Broadway übernommen. Für ihre schauspielerische Leistung in Mein Freund Harvey erhielt Josephine Hull 1951 jeweils den Golden Globe und den Oscar als Beste Nebendarstellerin. Danach drehte sie nur noch einen Kinofilm und spielte einige Gastrollen im Fernsehen.
Ihre letzte Rolle hatte Hull als rebellische Kleinaktionärin eines Großkonzerns in der erfolgreichen Broadway-Komödie The Solid Gold Cadillac, die von 1953 bis 1955 lief und auch mit der wesentlich jüngeren Judy Holliday verfilmt wurde. Ein Schlaganfall zwang Hull während der laufenden Produktion, sich in den Ruhestand zurückzuziehen, und sie starb am 12. März 1957 im Alter von 80 Jahren an einer Hirnblutung.

## Broadwaykarriere
- 1907: The Law and the Man
- 1909: The Bridge
- 1923: Neighbors
- 1924: Fata Morgana
- 1925: Rosmersholm
- 1926: Craig’s Wife
- 1926: Daisy Mayme
- 1927: The Wild Man of Borneo
- 1928: March Hares
- 1928: The Beaux Stratagem
- 1928: Hotbed
- 1929: Before You’re 25
- 1930: Those We Love
- 1930: Midnight
- 1931: Unexpected Husband
- 1931: After Tomorrow
- 1932: A Thousand Summers
- 1933: American Dream
- 1933: A Divine Drudge
- 1934: By Your Leavel
- 1935: On to Fortune
- 1935: Seven Keys to Baldpate
- 1935: Night In the House
- 1936: You Can’t Take It With You
- 1940: An International Incident
- 1941: Arsenic and Old Lace
- 1944: Harvey
- 1948: Minnie and Mr. Williams
- 1950: The Golden State
- 1952: Whistler’s Grandmother
- 1953: The Solid Gold Cadillac[4]

## Filmografie
- 1929: The Bishop’s Candlesticks (Kurzfilm)
- 1932: After Tomorrow
- 1932: Careless Lady
- 1944: Arsen und Spitzenhäubchen (Arsenic and Old Lace)
- 1949: The Ford Theatre Hour (Fernsehserie, eine Folge)
- 1950: Mein Freund Harvey (Harvey)
- 1950: Studio One (Fernsehserie, eine Folge)
- 1950: The Philco Television Playhouse (Fernsehserie, eine Folge)
- 1951: The Lady from Texas
- 1951–1953: Lux Video Theatre (Fernsehserie, drei Folgen)
- 1952: Lights Out (Fernsehserie, zwei Folgen)
- 1952: Schlitz Playhouse of Stars (Fernsehserie, eine Folge)
- 1955: The United States Steel Hour (Fernsehserie, eine Folge)